# Dinastia Zapolya

Armes de la familia Zápolya

La dinastia Zapolya (En hongarés Szapolyai) de reis d'Hongria la van constituir dos membres d'aquesta família de nobles hongaresos entre els anys 1526 i 1571, en disputa amb l'Emperador Ferran I.

## Membres de la Dinastia
- Joan Zapolya, Rei d'Hongria entre 1526 i 1540. Voivoda del Principat de Transsilvània des de 1511, va ser elegit per part de la noblesa en oposición a l'altre pretenent, l'Emperador Ferran I.
- Joan Segimon Zapolya, Rei d'Hongria entre 1540 i 1571. Fill de l'anterior.

## Altres membres de la família
- Emeric Zapolya, mort en 1487. Germà d'Esteve Zapolya.
- Esteve Zapolya, mort en 1499. Pare del rei Joan Zapolya. Va ser palatí d'Hongria i general del rei Maties Corví.
- Bàrbara Zapolya, morta en 1515. Filla d'Esteve Zapolya i esposa de Segimon I de Polònia.
- Jordi Zapolya, mort en 1526. Fill d'Esteve Zapolya.